# قائمة أسماء المدينة المنورة
للمدينة المنورة أسماء كثيرة أوصلها بعض المؤرخين إلى المائة، ويعود السبب في تعدّد أسمائها إلى علوّ قدرها وعظيم مكانتها عند المسلمين، والعرب تستدلّ على فضل الشيء وعلوّ مكانته بكثرة أسمائه، ولذلك جعلوا للسيف والأسد أسماء كثيرة لما لهما من أهمية عندهم. فكذلك المدينة المنورة تعدّدت أسماؤها وصفاتها.

## أسماء المدينة الثابتة في القرآن والسنة
وردت للمدينة عدة أسماء في القرآن الكريم والسنة المطهرة وهي:
- يثرب: اسمها قبل الإسلام، وقد ورد في قول الله تعالى: (وإذ قالت طائفة منهم يا أهل يثرب لا مقام لكم فارجعوا).
- المدينة: وهي الاسم الذي سميت به بعد الهجرة، وقد سميت به في القرآن الكريم والسنة المطهرة مرات عديدة، كما قال تعالى: (ما كان لأهل المدينة ومن حولهم من الأعراب أن يتخلفوا عن رسول الله ولا يرغبوا بأنفسهم عن نفسه) «التوبة 120». وجاء في الحديث: «المدينة حرم ما بين عير إلى ثور». وحديث «اللهم حبب إلينا المدينة كحبنا لمكة أو أشد حباً».
- الدار والإيمان: وقد وردا في قول الله تعالى: (والذين تبوؤوا الدار والإيمان من قبلهم يحبون من هاجر إليهم) «الحشر/9».
- طيبة: ورد هذا الاسم في السنة مرات كثيرة، منها قوله ﷺ : «هذه طيبة» ثلاث مرات.
- طابة: وقد ورد في قولهﷺ حين قدم من غزوة تبوك وأشرف على المدينة: «هذه طابة».
- دار الهجرة: وجاء هذا الاسم في قولهﷺ للمسلمين في مكة قبل الهجرة: «أُريتُ دار هجرتكم ذات نخلٍ بين لابتين» يعني المدينة.
- مأرز الإيمان: وسميت بذلك أخذًا من حديث النبي ﷺ: «إن الإيمان ليأرز إلى المدينة».

## قائمة أسماء المدينة المنورة
ذكر المؤرخون أسماء كثيرة أخرى للمدينة استمدت من صفاتها ومن اثارها ومن بعض الأحداث التي رويت عنها من ذلك:
| - المدينة المنورة - المدينة المشرفة - أرض الهجرة - أرض الله - أكّآلة البلدان - أكّآلة القرى - الإيمان - البارّة - البَرّة - البحر - البحرَة - البُحيرة - البَحِيرَة - البلاط - البَلَد - بَلد رسول الله ﷺ - بيت الرسول ﷺ - التبحيرة - تندد - تندر - الجابرة - جبّار - الجبّارة - جزيرة العرب - الجُنة - الجُنّة الحصينة - الحُباب - الحبيبة - الحرم - حرم رسول الله - الدّار - دار الأبرار - دار الأخيار - دار الإيمان - دار السلامة - دار السُّنة - دار السلام - دار الفتح أو الفتح | - دار الهجرة - الدرع الحصينة - ذات الحُجَر - ذات الحِرار - ذات النخل - الحبيبة - الحَرَم - حَرَم رسول الله ﷺ - حَسَنَة - الحسنة - الخَيْرَة - الخَيِّرَة - السّلِقَة - سيدّة البلدان - الشّافية - طائب - طابة - طِبابا - طَيْبَة طيبة: لطيبه اهلها - العاصمة | - العذراء - العَرَّاء - العَرُوض - الغَرّاء - غَلَبَة: أو غُلُبَّة - غُلُبَّة - الفاضِحَة - القاصِمة - قبّة الإسلام - القرية - قرية الأنصار - قرية رسول الله ﷺ - قلب الإيمان - المؤمنة - المُباركة - مأرز الإيمان - مُبَوَّأُ الحلال والحرام (مبؤة الحلال والحرام) - مبين الحلال والحرام - المَجْبورة - المحبَّبة: | - المُحَبَّة: - المحبوبة - المحْبُورة - المُحرّمة - المحروسة - المحفوظة - المحفوفة - المُختارة - مُدخلَ صِدْق - المدينة - مدينة الرسول - المرحومة - المرزوقة - مسجد الأقصى - المسكينة - المُسلمة - المشكورة - مضجع رسول الله (مضجع الرسول) - المُطَيَّبَة: - المحية | - المقدّسة - المَقَرّ: - المكّتان - المكنان - المكينة - مُهاجرُ رسول الله ﷺ - المُوَفِّيَة - الناجية - نَبْلاء - النّجْر - النّحر - الهذراء - يَنْدَد - القروض - الغاضمة - المدينة النبوية، يطلق المؤرخين وأصحاب السير القدماء عليها هذا الاسم كابن كثير في البداية والنهاية والذهبي في سير أعلام النبلاء وغيرهما[بحاجة لمصدر]. |

## شرح أسماء المدينة المنورة
من فضائل المدينة كثرة أسمائها وكثرة الأسماء تدل على شرف المسمى ولقد ذكر المؤرخون أسماء المدينة وكان أكثرهم عدداً السمهودي حيث ذكر 95 اسماً للمدينة المنورة ومن هذه الأسماء مايلي:
1. المدينة المنورة
2. المدينة المشرفة
3. أثارب : ورد في مناسك ابن فرحون.[3]
4. أثرب : ورد تفصيلها لغة في (لسان العرب) بمعان عدة، وأقربها اصطلاحاً (الثَّرْبُ): أرض حجارتها كحجارة الحرّة إلا أنها بيض.[4] ويأتي تفصيلها في أصلها اللغوي (يثرب) بحسبان أن الهمزة في (أثرب) تنوب عن الياء.
5. أرض الهجرة: لأنها الأرض التي هاجر إليها النبي ﷺ وأصحابه من مكة المكرمة، كما ورد ذكرها في الحديث الشريف في قوله ﷺ: (المدينة قِبلة الإسلام، ودار الإيمان، وأرض الهجرة، ومبوأالحلال والحرام) [5][6]
6. أرض الله : جاء ذكرها على رأي بعض المفسرين في القرآن الكريم في قوله تعالى: (إنّ الذين توفّأهم الملائكة ظالمي أنفسهم قالوا فيمَ كنتم قالوا كنّا مستضعفين في الأرض قالوا ألم تكن أرض الله واسعة فتهاجروا فيها فأولئك مأواهم جهنّم وساءت مصيرا). واختلف المفسرون، فمنهم من يرى أن أرض الله مقصود بها المدينة المنورة، ومنهم من يراها تنسحب على مطلق البلاد التي يمكن إقامة حدود الله فيها. وذكر السمهودي [7] راي مقاتل والثعلبي وغيرهما في أن المراد بها المدينة المنورة.
7. أكّآلة البلدان (أكلة البلدان): ترد أيضاً تحت اسم (أكّآلة القرى).
8. أكّآلة القرى (أكلة القرى): جاء في رواية مالك بن أنس رضي الله عنه أن رسول الله ﷺ قال: (أُمِرْتُ بِقَرْيَةٍ تَأْكُلُ الْقُرَى) (9)؛ مما يعني أنه ﷺ قدأمر بالهجرة إلى المدينة المنورة. وقد جاء تفسير هذا الحديث على وجهين: إن فتوح البلدان قد بدأ منها؛ والآخر أن قوت المدينة يأتيها من القرى المفتتحة (10).
9. الإيمان: في تفسيره للآية الكريمة: (والذين تبوأوا الدار والإيمان من قبلهم يحبون من هاجر إليهم ولا يجدون في صدورهم حاجة مما أوتواويؤثرون على أنفسهم ولو كان بهم خصاصة ومن يوقَ شحّ نفسه فأولئك هم المفلحون)(11). يذهب البيضاوي إلى أن الله سبحانه وتعالى قد سمّى (المدينة المنورة) بـ (الإيمان) لأنها وأهلها مظهر الإيمان ومصيره (12).
10. البارّة: سُميت البارّة أو البرّة لبرّها بأهلها خاصة، وبالعالم أجمع.[8] إذ ينتشر خبرها على سائر البلدان، وهي منبع البركة والخير.
11. البَرّة: ورد تفصيلها في (البارّة).
12. البحر
13. البحرَة: ويقال لها: (البحر) أيضاً، وأصله (القرى) ولكل قرية بحرة.
14. البُحيرة: وهي تصغير لاسم المدينة (البحرة).
15. البَحِيرَة: وفي (الصحيح) قول سعد بن عبادة الأنصاري في قصة عبد الله بن أبي ابن سلول: (ولقد اصطلح أهل هذه البحيرة على أن يتوجوه فيعصبوه بالعصابة)(14).
16. البلاط: البلاط هو كل أرض فرشت بالحجارة. وسميت المدينة بالبلاط لكثرة المواضع المستوية فيها والمفروشة بالحجارة. وكان بها موضعبين مسجد الرسول ﷺ وسوق المدينة، أورده الفيروز آبادي على أنه (بين المسجد المقدس وسوق البلد، وهو مبلط بالحجارة. ويقال: هو الخط الممتد من سوق العطارين إلى أبيات الأشراف الحسينيين، ولاة المدينة المنورة (في عصره)، وهو المذكور في حديث عثمان ، أنه أتي بماء فتوضأ بالبلاط)(15).
17. البَلَد: اتفق أكثر المفسرين على أن المقصود من البلد التي وردت في الآية الكريمة (لا أقسم بهذا البلد؛ وأنت حلٌّ بهذا البلد) هي مكة المكرمة؛ إلا أن القرطبي في تفسيره للآية الكريمة نقل قول الواسطي: (أي: يحلف لك بهذا البلد الذي شرّفته بمكانك فيه حيّاً وببركتك ميتاً، يعني: المدينة).
18. بَلد رسول الله ﷺ: وقد اصطلح الصحابة هذا الاسم الخاص مضافاً إلى رسول الله ﷺ لما ورد في الحديث الشريف: (إن الشياطين قد يئست أن تعبد ببلدي هذا وبجزيرة العرب، ولكن التحريش بينهم)(18).
19. بيت الرسول ﷺ: في غزوة بدر، حين كره الناس أن يخرجوا من المدينة لمحاربة المشركين، نزلت الآية الكريمة: (كَمَا أَخْرَجَكَ رَبُّكَ مِنْ بَيْتِكَ بِالْحَقِّ وَإِنَّ فَرِيقًا مِنَ الْمُؤْمِنِينَ لَكَارِهُونَ)(19)؛ والمقصود بـ (البيت) كما اتفق المفسرون هو المدينة، لأنها مُهاجَرُه ومسكنه ﷺ.
20. التبحيرة
21. تندد: انظر يندد.
22. تندر: انظر يندد.
23. الجابرة: لأنها تجبر الكسير، وتغني الفقير، وتجبر على الإذعان لمطالعة بركاتها، وشهود آياتها.
24. جبّار: جاء ذكر اسمها (جبار) عند ابن شبة.
25. الجبّارة: ورد ذكرها عند السمهودي نقلاً عن صاحب كتاب (أخبار النواحي)(22).
26. جزيرة العرب: أوردها ابن زبالة بقوله: (كان ابن شهاب يقول: جزيرة العرب: المدينة).[7] وجاء في حديث جابر بن عبد الله: (سَمِعْتُ النّبِيّ ﷺ يَقُولُ: «إِنّ الشّيْطَانَ قَدْ أَيِسَ أَنْ يَعْبُدَهُ الْمُصَلّونَ فِي جَزِيرَةِ الْعَرَبِ. وَلَكِنْ فِي التّحْرِيشِ بَيْنَهُمْ».
27. الجُنة
28. الجُنّة الحصينة: وتعني إن بها الوقاية والمنعة لقوله ﷺ في غزوة أحد: (أنا في جُنّة حصينة [المدينة] فدعوهم يدخلون نقاتلهم).
29. الحُباب: ترد تفاصيلها في الحبيبة.
30. الحبيبة : لحب رسول الله عليه وسلم لها وبحبه لها هي حبيبة إلى المسلمين جميعاً.
31. الحرم
32. حرم رسول الله : لما ورد عن رسول الله «حَرَمُ إبراهيم مكة وحَرَمي المدينة».
33. الدّار: وشاهدها ـ كما جاء عند الفيروز آبادي والسمهودي ـ قوله تعالى: (والذين تبوّأوا الدار والإيمان من قبلهم يحبون منهاجر إليهم..)، ويراد بـ (الدار) كل محل يجمع البناء والعرصة.
34. دار الأبرار : لاجتماع المهاجرين والأنصار فيها (زماني، 238).
35. دار الأخيار : لأنها جمعت بين النبي ﷺ وصحابته من المهاجرين والأنصار.[9]
36. دار الإيمان: وشاهدها الحديث الشريف: (المدينة قبة الإسلام، ودار الإيمان، وأرض الهجرة، ومبوأ الحلال والحرام) [10]
37. دار السلامة: لأنها مأمن الرسول ﷺ ، ولقوله: (حتى تقدم المدينة فإنها دار الهجرة والسنة والسلامة).[11]
38. دار السُّنة : لانتشار السنة النبوية الشريفة منها. وفي قصة عبد الرحمن بن عوف مع أمير المومنيين عمر: (..حتى تقدم المدينة فإنها دار الهجرة والسنة والسلامة).[12]
39. دار السلام
40. دار الفتح أو الفتح : وذلك لأن جميع الأمصار فتحت منها، وانتشار الدعوة المباركة منها (42). .
41. دار الهجرة: كانت إليها هجرة رسول الله ﷺ وصحابته الكرام رضي الله عنهم. لحديث رسول اللهﷺ : (حتى تقدم المدينة فإنها دار الهجرة..)(41).
42. الدرع الحصينة: روى الإمام أحمد بن حنبل برجال الصحيح حديث رسول الله ﷺ: (ورأيت أني في درعٍ حصينة، فأولتها المدينة)(44).
43. ذات الحُجَر: والحُجَر جمع للحجرة من البيوت، فكانت المدينة المنورة مجمعاً للحجرات (45).
44. ذات الحِرار: والحرار جمع حرّة، وهي ما تكثر في بيئة المدينة المنورة. وفي الحديث الشريف: (أرأيت دار هجرتي ذات نخل وحرة)(46).
45. ذات النخل ذات النخيل): إن أرض المدينة المنورة زراعية خصبة، يكثر فيها النخل بأنواعه العديدة؛ فسميت بذات النخل. وجاء في الحديث الشريف: (فقد أُريت دار هجرتكم، رأيت سبخة ذات نخل بين لابتين، وهما الحرتان)(47).
46. الحبيبة: ويطلق عليها من مشتقاتها أيضاً: (المُحبّة) و (المُحبَبة) و (المحبوبة) و (الحُباب). وسميت بهذا الاسم لقول رسول الله ﷺ: (اللهم حبب الينا المدينة كحبنا مكة أو أشدّ، اللهم بارك لنافي صاعنا وفي مدّنا، وصححها لنا، وانقل حُمّاها إلى الجحفة)(26).
47. الحَرَم: جاء في صحيح مسلم من حديث أبي هريرة: (المدينة حرمُ فمن أحدث فيها حدثاً أو آوى محدثاً، فعليه لعنة الله والملائكة والناس أجمعين، لا يقبل منه يوم القيامة عدل ولا صرف)(27).
48. حَرَم رسول الله ﷺ : جاء في الحديث: (إن إبراهيم حرّم مكة ودعا لها، وحرّمتُ المدينة كما حرّم إبراهيم مكة)(28). وروى ابن عباس رضي الله عنه، حديث الرسول ﷺ : (لكل نبي حرم، وحرمي المدينة)(29). مما يستدل به تحريم الرسول ﷺ للمدينة المنورة.
49. حَسَنَة: فسر جمهور من المفسرين الآية الكريمة (والذين هاجروا في الله من بعد ما ظلموا لنبوّئنهم في الدنيا حسنة ولأجر الآخرة أكبر لو كانوا يعلمون)(30)، وتوقفوا عند كلمة (حسنة) على أنها اسم من أسماء المدينة المنورة، وتوسعوا في شرح حسنها الحسّي والمعنوي (31).
50. الحسنة
51. الخَيْرَة: وهي من كثرة الخير أيضاً. وفي الحديث: (المدينة خيرٌ لهم لو كانوا يعلمون)(32).
52. الخَيِّرَة: ويقصد بـ (الخَيِّرة) كثرة الخير بها (33).
53. السّلِقَة: وردت بهذا الاسم في التوراة كما ذكر ذلك الأقشهري في (الروضة الفردوسية في تاريخ المدينة). فسرها السمهودي على أكثر من وجه: لاتساعها وبعدها عن جبالها أو لشدة حرّها، أو لأن الله سبحانه وتعالى سلّط أهلها على سائر البلدان ففتحوها (48).
54. سيدّة البلدان: فهي أفضل البلدان بعد مكة المكرمة. جاء في (حلية الأولياء) لأبي نعيم الأصبهاني، أن عبد الله بن عمر بن الخطاب رضي الله عنه لماأراد أن يدخل المدينة المنورة نادى: (يا طيبة يا سيدة البلدان)(49).
55. الشّافية: سميت الشافية لقول رسول الله ﷺ : (ترابها شفاء من كل داء)(50). وأورد السمهودي أن الاستشفاء بتربة صُعَيب من الحمّى مشهور (51). كما روى ابن الأثير أن رسول الله ﷺ حين رجع من غزوة تبوك، واجه رجالاً من المتخلفين المسلمين، فأثاروا غباراً فخمّر بعض من كان مع النبي ﷺ أنفه، فأزال ﷺ عن وجهه وقال: (والذي نفسي بيده، إن في غبارها شفاء من كل داء)(52). وعن عائشة رضي الله عنها، أن رسول الله ﷺ كان إذا اشتكي الإنسان الشئ منه، أو كانت به قرحة، أو جرح، قال النبي ﷺ ، بإصبعه هكذا (ووضع سُفيان سبابته بالأرض ثم رفعها): (باسم الله، تربة أرضنا، بريقة بعضنا، ليشفى به سقيمنا، بإذن ربنا). رواه مسلم.[13]
56. طائب: يرد تفاصيلها في طابة.
57. طابة: وردت تحت أربعة أسماء مترادفات: طابة مثل طاعة بتخفيف الموحدة، وطائب مثل كاتب؛ وطيبة مثل غيبة، بسكون المثناة التحتية، وطيّبة على وزن طيّعة بكسر المثناة التحتية مشددة، والمُطيَّبة بفتح المثناة التحتية مشددة. وقد تعددت أسباب التسمية إما لطيبة تربتها وطهارتها أو لأنها كالكير تنفي الخبث، أو لطيب هوائها. وقد جاء في الحديث: (إن الله تعالى سمّى المدينة طابة)(53)، فغيّر النبي ﷺ اسمها من يثرب إلى طابة.
58. طابة : فعن سهل بن سعد عن أبي حميد رضي الله عنهما قال: أقبلنا مع النبي ﷺ من تبوك حتى أشرفنا على المدينة فقال: «هذه طابة».
59. طِبابا: ذكرها ياقوت الحموي في معجم البلدان(54)؛ ولم يضبط الاسم. فإن كانت بكسر المهملة فهي القطعة المستطيلة من الأرض، وإن كانت بفتح المعجمة، فهي من (ظبَّ) و (ظبظب): إذا حُمَّ، لأنها كانت لا يدخلها أحد إلاحُمّ، كما أورد الفيروزآبادي (55).
60. طَيْبَة: وذلك لطيبتها وحلول الطيب ﷺ بها ولحديث " كانوا يسمون المدينة يثرب فسماها رسول الله ﷺ " طيبة ".
61. طيِّبَة: ورد تفاصيلها في طابة.
62. العاصمة: وهي من العصمة، لأنها عصمت المهاجرين وحمتهم من أذى المشركين. رأى السمهودي احتمال أن يكون معنى المعصومة، لعصمتها قديماً وحديثاً بجيوش موسى وداوود عليهما السلام، المبعوثة إلى من كان بها من الجبابرة، وحفظها نبي الرحمة ﷺ ، فصارت حرماً آمناً لا يدخلهاالدجال ولا الطاعون(56). والعواصم حصون ومواقع يعتصم بها الناس من الأعداء؛ فسميت بذلك (57).
63. العذراء: سميت بالعذراء لأنها لم توطأ من العدو القاهر، إلى أن تسلمها رسول الله ﷺ ؛ وهذا الاسم ورد ضمن أسماء المدينة المنورة التي وردت في التوراة وهي: المدينة، وطيبة، وطابة، والمسكينة، وجابرة، والمجبورة، والمرحومة، والعذراء، والمحبة، والمحبوبة، والقاصمة (58).
64. العَرَّاء: وهي الجارية العذراء. والناقة العرّاء هي التي لا سنم لها، أو يكون سنمها كنهد العذراء. وسميت بالعراء مرادفاً لاسمها العذراء، ووصفاً لعدم ارتفاع أبنيتها (59).
65. العَرُوض: وصف جغرافي لطريق في عرض الجبل، فبلاد اليمامة وما والاها عروض حتى قرب البحر، تنخفض بعض مواضعها، وتسيل فيها الودية، وسميت المدينة المنورة بالعروض لوقوعها في ناحية منه (60).
66. الغَرّاء: تعددت أسباب تسميتها بالغرّاء، فهي نسبة لنبات طيب الرائحة، أو لشدة حرّها فيقال: هاجرةٌ غرّاء، أو وصف للسيدة الكبيرة في قومها. وسميت بذلك لشرف معالمها، ووضوح مكارمها، وسطوع نورها، وبياض نورها، وطيب رائحتها، وكثرة نخلها، وسيادتها على القرى، وكرم أهلها، ورفعة محلها (61).
67. غَلَبَة: أو غُلُبَّة. سميت بهذا الاسم في الجاهلية لغلبتها واستيلائها على سائر البلدان. وجاء في (المغانم المطابة) عن الزبير بن بكار قوله: (كانت يثرب في الجاهلية تدعى غَلَبَة، نزلت اليهود على العماليق فغلبتهم عليها، ونزلت الأوس والخزرج على اليهود فغلبوهم عليها، ونزل المهاجرون على الأوس والخزرج فغلبوهم عليها)(62).
68. غُلُبَّة: ورد تفاصيلها في (غَلَبَة).
69. الفاضِحَة: سميت بذلك لكونها تنفي الخبث وتميزه وتظهره، فلا يبطن أحد فيها عقيدة فاسدة، أو يضمر أمراً إلا ظهر عليه وافتضح به (63).
70. القاصِمة: ورد هذا الاسم في التوراة، وسميت به لقصمها كل جبّار وكل من أرادها بسوء.[7]
71. قبّة الإسلام: سميت كذلك لما ورد في الحديث الشريف: (المدينة قبة الإسلام، ودار الإيمان، وارض الهجرة...)(65).
72. القرية: من أسماء المدينة التي لم ترد في معظم المصادر التي تناولت أسماء المدينة المنورة، غير أن الطبري في معرض تفسيره للآية الكريمة: (وضرب الله مثلاً قرية كانت آمنة مطمئنة يأتيها رزقها رغداً من كل مكان فكفرت بأنعم الله فأذاقها الله لباس الجوع والخوف بما كانوا يصنعون)(66). أشار إلى أن المقصود بالقرية (مكة المكرمة) لكنه أضاف بقوله: (وقال آخرون: بل القرية التي ذكر الله في هذا الموضع مدينة الرسول). كما أورد هذا الرأي ابن الجوزي في (زاد المسير في علم التفسير)، والماوردي في (النكت والعيون) بقولهما: إن من قال بأن القرية المقصودة بهذه الآية هي المدينة المنورة هما حفصة وعائشة. كما جاءت بعض الأحاديث الشريفة التي تدعم هذا القول، كحديث: (أُمِرْتُ بِقَرْيَةٍ تَأْكُلُ الْقُرَى، يَقُولُونَ : يَثْرِبُ ، وَهِيَ الْمَدِينَةُ) (67)، وحديث (آخر قرية من قرى الإسلام خراباً المدينة)(68). وحديث (من هبط منكم هذه القرية فلا يرجعنّ إلى أهله حتى يركع ركعتين في هذا المسجد ثم يرجع إلى أهله)(69).
73. قرية الأنصار: سميت المدينة بقرية لأن العرب كانت تسمي كل مدينة قرية. والأنصار هم الأوس والخزرج، وهم الذين نصروا الرسول ﷺ ، فمدحهم الله تعالى بقوله: (الذين آمنوا وهاجروا وجاهدوا بأموالهم وأنفسهم في سبيل الله والذين آووا ونصروا أولئك بعضهم أولياء بعض والذين آمنوا ولم يهاجروا ما لكم من ولايتهم من شيء حتى يهاجروا وإن استنصروكم في الدين فعليكم النصر إلا على قوم بينكم وبينهم ميثاق والله بما تعملون بصير)(70) فسماهم الرسول ﷺ بالأنصار (71).
74. قرية رسول الله ﷺ : وذلك في عصمتها من الدجّال من قول الرسول ﷺ : (ثم يسير حتى يأتي المدينة، ولا يؤذن له فيها، فيقول هذه قرية ذاك الرجل) يعني النبي ﷺ (72).
75. قلب الإيمان: سميت بقلب الإيمان لما ورد في الحديث الشريف: (المدينة قبة الإسلام، ودار الإيمان، وأرض الهجرة، ومبوأ الحلال والحرام)(73).
76. المؤمنة: سميت بذلك لما ورد في رواية ابن زبالة للحديث الشريف: والذي نفسي بيده إن تربتها لمؤمنة (74). ومنها ظهر الإيمان وانتشر.
77. المُباركة: سميت المباركة لأن الله سبحانه وتعالى بارك فيها بدعائه ﷺ حين قال: (اللهم اجعل بالمدينة ضعفي ما جعلت بمكة من البركة، اللهم بارك لهم في مكيالهم، وبارك لهم في صاعهم، وبارك لهم في مدّهم)(75).
78. مأرز الإيمان : للحديث الوارد في الصحيحين البخاري ومسلم أنه ﷺ قال (إِنَّ الإِيمَانَ لَيَأْرِزُ إِلَى الْمَدِينَةِ كَمَا تَأْرِزُ الْحَيَّةُ إِلَى جُحْرِهَا).
79. مُبَوَّأُ الحلال والحرام (مبؤة الحلال والحرام): وذلك لما ورد في الحديث الشريف: (... ومبوّأ الحلال والحرام)(76). والمقصود بالتبوّء: التمكن والاستقرار.
80. مبين الحلال والحرام: سميت بذلك لأن المدينة هي الموضع الذي ابتدئ فيه بيان الحلال والحرام بعد دعوته ﷺ (77).
81. المَجْبورة: وسميت بذلك لأن الله جبرها بسكنى نبيه المصطفى ﷺ ، وجعلها مثواه الطاهر (78).
82. المحبَّبة: انظر المحبوبة.
83. المُحَبَّة: انظر المحبوبة.
84. المحبوبة: سميت المحبوبة والمحبّبة والمُحبّة، لأنها أحب البقاع إلى الله تعالى؛ فاختارها لحبيبه المصطفى ﷺ ، حيّاً وميتاً (79).
85. المحْبُورة: اسم مشتق من مرادف السرور (الحَبْر) أوالنعمة (الحَبرَة)؛ وتعني أيضاً المبالغة فيما وصف بجميل. والأرض المِحبار هي التي يكثر نباتها (80). وتلك الصفات تصدق على المدينة المنورة فسميت بها.
86. المُحرّمة: وسميت المحرّمة لما جاء في الحديث الشريف: (إن إبراهيم حرّم مكة ودعا لأهلها، وإني حرمت المدينة كما حرم إبراهيم مكة)(81). وقوله ﷺ : (اللهم إن إبراهيم حرّم مكة فجعلها حراماً، وإني حرمت المدينة حراماً ما بين مأزميها، أن لا يهرق فيها دم، ولا يحمل فيها سلاح لقتال، ولا يخبط فيها شجرة إلا لعلف)(83).
87. المحروسة: فقد جاء في الحديث الشريف: (المدينة مشتبكة بالملائكة، على كل نقب منها ملك يحرسها)(84).
88. المحفوظة: سميت المحفوظة لأن الله تعالى أمنها، وحفظها من شرور الدجال، ومن الطاعون كما ورد في أحاديث المصطفى عليه السلام.
89. المحفوفة: وسميت بذلك لأنها محفوفة بالخير والبركة ويحرسها الملائكة من الطاعون والدجّال. وفي الحديث الشريف: (المدينة ومكة محفوفتان بالملائكة على كل نقب منها ملك، لا يدخلها الدجال ولا الطاعون)(85).
90. المُختارة: وسميت بذلك لأن الله تعالى قد اختاره المهاجر خير خلقة محمد ﷺ ، كما اختارها مضجعاً لجسده الكريم بعد وفاته ﷺ .
91. مُدخلَ صِدْق: في تفسير الآية الكريمة: (وقل رب ادخلني مدخل صدق وأخرجني مخرج صدق واجعل لي من لدنك سلطاناً نصيراً)(86). قال بعض المفسرين: إن المقصود بـ (مدخل صدق) المدينة المنورة، فوردت عند المؤرخين اسماً من أسمائها (87).
92. المدينة: اسم لكل مدينة، إلا أنها علم أطلق بالغلبة على المدينة المنورة. اشتهرت (المدينة) بهذا الاسم على مر العصور وتوسعت إدارياً لتشمل منطقة كبيرة أطلق عليها (أعمال المدينة) وتضم في الوقت الحاضر كل ما يقع تحت سلطة منطقة المدينة المنورة. وقد ورد اسم المدينة في القرآن الكريم في أربعة عشر موضعاً منها أربعة مواضع قصد بها تحديداً (المدينة المنورة)، وهي: •الآية 101 من سورة التوبة: (وممن حولكم من الأعراب منافقون ومن أهل المدينة مردوا على النفاق لا تعلمهم نحن نعلمهم سنعذبهم مرتين ثم يردون إلى عذاب عظيم). •الآية 120 من سورة التوبة: (ما كان لأهل المدينة ومن حولهم من الأعراب أن يتخلّفوا عن رسول الله ولا يرغبوا بأنفسهم عن نفسه، ذلك بأنهم لا يصيبهم ظمأٌ ولانصب ولا مخمصة في سبيل الله ولا يطئون موطئاً يغيظ الكفار ولا ينالون من عدو نيلاً إلا كتب لهم به عملٌ صالح، إن الله لا يضيع أجر المحسنين). •الآية 60 من سورة الأحزاب: (لَئِنْ لَمْ يَنْتَهِ الْمُنَافِقُونَ وَالَّذِينَ فِي قُلُوبِهِمْ مَرَضٌ وَالْمُرْجِفُونَ فِي الْمَدِينَةِ لَنُغْرِيَنَّكَ بِهِمْ ثُمَّ لَا يُجَاوِرُونَكَ فِيهَا إِلَّا قَلِيلًا). •الآية 8 من سورة المنافقون: (يقولون لئن رجعنا إلى المدينة ليخرجنّ الأعزُّمنها الأذل ولله العزّة ولرسوله وللمؤمنين ولكن المنافقين لا يعلمون). •وقد جاء في الحديث الشريف: (اللهم حبّب الينا المدينة كما حبّبت الينا مكة)(88).
93. مدينة الرسول :(مدينة رسول الله ﷺ): ورد تفاصيلها في (المدينة).
94. المرحومة: سميت المرحومة لأنها دار المبعوث رحمة للعالمين.
95. المرزوقة : المدينة مرزوقة بنعم كثيرة، أجلّها أن الله تعالى رزقها بسكنى ومثوى خير خلقه المصطفى ﷺ ، وأنعمها بالأخيار من خلقه لقوله ﷺ : (لا يخرج أحد من المدينة رغبة عنها إلا أبدلها الله خيراً منه)(89). وخص أهلها بكثير من الأرزاق الحسية والمعنوية.
96. مسجد الأقصى: أورده السمهودي عما نقله التادلي في منسكه عن صاحب (المطالع)(90).
97. المسكينة : قيل أنها سميت بالمسكينة لأنها سكن المساكين الخاضعين الخاشعين والمتواضعين. وفي الحديث الشريف: (اللهم احيني مسكيناً وأمتني مسكيناً، واحشرني في زمرة المساكين)(91).
98. المُسلمة: سميت المسلمة وصفاً لعقيدة أهلها الذين انقادوا لله سبحانه وتعالى بالطاعة، ونصروا نبيه المصطفى ﷺ ، وانقطعوا إلى الله ورسوله.
99. المشكورة: أوردها صاحب (كتاب عمدة الأخيار في مدينة المختار)(92).
100. مضجع رسول الله (مضجع الرسول)  : سميت بذلك لقوله ﷺ : (المدينة مهاجري ومضجعي في الأرض)(93).
101. المُطَيَّبَة: ورد تفصيلها في (طابة).
102. المحية
103. المقدّسة: سميت بالمقدسة لطهارتها، ونزاهتها من مظاهر الشرك والآثام والخبائث.
104. المَقَرّ: سميت (المقرّ) لقوله ﷺ : (اللهم اجعل لنا بها قراراً ورزقاً حسناً)(94).
105. المكّتان : ذكرها السمهودي في شرحه لشعر نصر بن الحجاج فيما كتب به إلى عمر رضي الله عنه بعد نفيه إياه من المدينة، لما سمع بعض النساء تترنم شعراً بجماله: ورأى أن المراد بالمكتين هو المدينة، لأن القصة قد وقعت بها (95).
106. المكنان
107. المكينة: سميت بذلك لمكانتها ومنزلتها عند الله سبحانه وتعالى (96).
108. مُهاجرُ رسول الله ﷺ : لقوله ﷺ : (المدينة مهاجري ومضجعي في الأرض)(97).
109. المُوَفِّيَة : سميت بذلك لأنها توفي حق الواردين إليها، وتحسن نزل القاصدين، ولأن الله تعالى قد وصف سكانها من الصحابة بأنهم (الموفون بما عاهدوا الله عليه)(98).
110. الناجية: سميت بذلك لما ورد بشأن نجاتها من شرور الدجال ووباء الطاعون، أو بابتدارها الخيرات قبل سائر القرى، أو ارتفاع أجاجيرها على أجاجير القرى (سطوح القرى)(99).
111. نَبْلاء: أورده السمهودي مرجحاً فتح النون وسكون الموحدة ممدوداً من النبل، وهو الفضل والنجابة (100).
112. النّجْر : يرد تفاصيلها في النحر.
113. النّحر : أورده الفيروز آبادي بالجيم (النجر) وجعله علماً لأرض المدينة ولأرض مكة لشد الحرّ بهما. وقيل: (نجر) ولم يقل (ناجر) إشعاراً بالمبالغة في حرّها. كما في قول رجل عدل إشعاراً بكثرة عدله (101). أما السمهودي فأورده بالحاء (نحر) معللاً التسمية إما لشدّة حرّها أو لمعنى الأصل على اعتبار المدينة بلاد الإسلام وأصلها (102).
114. الهذراء: اختلف في أصل التسمية؛ فالفيروز آبادي يرى أن الهاء سبق قلم وزلة قدم، معيداً أصلها إلى العذراء (103). ويوافقه السمهودي على إسقاطها، بالرغم من ذلك فقد أوضح لمن أثبته بالذال المعجمة بشدّة الحرّ وكثرة المياه، وبالدال المهملة بكثرة النبات (104).
115. يثرب: وتأتي تحت أثْرِب (بفتح الهمزة وسكون الثاء وكسر الراء المهملة والباء الموحدة) وكلاهما صحيح: أثرب ويثرب. كما في (اُلملم، ويلملم). والنسبة إليهما يثربي وأثربي وأثرابي. اختلف في أسباب التسمية، فمنهم من سماها نسبة إلى يثرب بن قانية بن مهابيل (مهلائيل) بن آدم بن عبيل بن عوص ابن إرمبن سام بن نوح عليه السلام، وهو أول من سكن الموضع الذي به المدينة أو جز منها. والراجح عند الفيروز آبادي بعد استعراضه للآراء التي تعرضت لتحديد موقع يثرب، أنها المدينة، مستشهداً بالحديث الشريف المتفق على صحته: (أُمِرْتُ بِقَرْيَةٍ تَأْكُلُ الْقُرَى، يَقُولُونَ : يَثْرِبُ ، وَهِيَ الْمَدِينَةُ)(105). ويستعرض السمهودي أقوال أبي عبيدة معمر بن المثنى، وابن عباس، والزمخشري، ومحمد بن الحسن بن زبالة، في تحديد موقعها ما بين طرف قناة إلى طرف الجرف الذي يقال له (البرني) إلى (زبالة)، مضيفاً مازاد عليه الجمال الطري من أن يثرب فيها نخل كثير، ملك لأهل المدينة، وأوقاف للفقراء وغيرهم، وهي غربي قبر سيدنا حمزة، وشرقي الموضع المعروف بـ (البركة) مصرف عين الأزرق، ينزلها الحاج الشامي في ورده وصدره، وتسميها الحجاج (عين حمزة). كان بها منازل بني حارثة من الأوس. وذكر بأن فيهم نزل قوله تعالى في يوم الأحزاب: (وإذ قالت طائفة منهم يا أهل يثرب لا مقام لكم فارجعوا ويستئذن فريق منهم النبي يقولون إن بيوتنا عورة وما هي بعورة إن يريدون إلاّ فرارا)(106). ويرجح السمهودي بناء على ما ورد من شواهد، أن الله تعالى سماها به قبل أن تعمر وتسكن، فإما أن الكل موضع لها أو من باب إطلاق الجزء على الكل (107). وهناك أقوال حول كراهة تسمية المدينة (يثرب) وقد فسر السمهودي وجوهها بقوله: (إما لأن الاسم مأخوذ من الثرب وهو الفساد، أو لكراهة التثريب، وهو المؤاخذة بالذنب، أو لتسميتها باسم كافر وهو يثرب بن قانية)(108).
116. يَنْدَد: اختلف في أسباب التسمية بها؛ فمنهم من يعيدها إلى ندَّ البعير إذا شرد ونفر، أو الندّ الطيب المعروف، أو الند بمعنى المحل المرتفع، أو الناد وهو الرزق (109). أوردها بعضهم بالتاء كما في تندد وتندر. وقال الفيروز آبادي في القاموس المحيط في مادة نَدَرَ يندر كحيدر وهي من أسماء المدينة المنورة.
117. القروض
118. الغاضمة

المكّتان: ذكرها السمهودي في شرحه لشعر نصر بن الحجاج فيما كتب به إلى عمر رضي الله عنه بعد نفيه إياه من المدينة، لما سمع بعض النساء تترنم شعراً بجماله: ورأى أن المراد بالمكتين هو المدينة، لأن القصة قد وقعت بها (95).